# Red Hot Chili Peppers
Red Hot Chili Peppers (w skrócie: RHCP) – kalifornijska grupa muzyczna grająca głównie funk rock, powstała w Los Angeles w 1983. Obecny skład grupy tworzą wokalista Anthony Kiedis, gitarzysta John Frusciante, basista Michael „Flea” Balzary i perkusista Chad Smith. Zróżnicowany styl muzyczny zespołu połączył tradycyjny funk z elementami innych stylów, w tym rocka alternatywnego, punk rocka, i rocka psychodelicznego.
Oprócz Kiedisa i Balzary'ego w skład grupy pierwotnie wchodzili gitarzysta Hillel Slovak i perkusista Jack Irons. Slovak zmarł w 1988 z powodu przedawkowania heroiny, co spowodowało odejście Ironsa. Na miejsce Ironsa do zespołu szybko wszedł dawny perkusista Dead Kennedys D.H. Peligro, do momentu, gdy zespół znalazł stałego zamiennika w osobie Smitha, Slovak zaś został zastąpiony przez początkującego i obiecującego gitarzystę Johna Frusciantego. W tym składzie zespół nagrał czwarty i piąty album, Mother’s Milk (1989) i Blood Sugar Sex Magik (1991).
Blood Sugar Sex Magik, pierwszy znaczący album grupy, sprzedał się w nakładzie ponad 13 milionów egzemplarzy, co zapewniło grupie komercyjny sukces. U Frusciantego pogłębiało się uczucie dyskomfortu w związku z takim sukcesem i nagle opuścił zespół podczas trasy koncertowej promującej album w 1992 r., popadając w uzależnienie od narkotyków. Kiedis, Flea, i Smith zatrudnili na jego miejsce Dave’a Navarro z Jane’s Addiction, aby nagrać następny album zatytułowany One Hot Minute. Mimo że album odniósł umiarkowany komercyjny sukces, nie został tak życzliwie przyjęty jak Blood Sugar Sex Magik i sprzedał się w ponad dwa razy mniejszej ilości niż poprzednik. Krótko po tym Navarro opuścił zespół z powodu różnic twórczych. Frusciante, który wyszedł z nałogu narkotykowego po odbyciu kuracji odwykowej, ponownie stał się członkiem grupy na prośbę Flea. Zjednoczony kwartet powrócił do studia, aby nagrać Californication (1999), który sprzedał się na całym świecie w piętnastu milionach egzemplarzy, odnosząc największy sukces spośród wszystkich albumów grupy. Następnym albumem był wydany trzy lata później By the Way (2002), który również odniósł sukces. W 2006 r. grupa wydała podwójny album Stadium Arcadium, który jako pierwszy w historii formacji uplasował się na 1. miejscu listy Billboard Hot 100.
Red Hot Chili Peppers jest siedmiokrotnym laureatem Nagrody Grammy. Zespół sprzedał ponad 80 milionów albumów na całym świecie, osiem singli uplasowało się w pierwszej czterdziestce zestawienia Billboard Hot 100 (włączając trzy single w Top 10), pięć singli dostało się na listę przebojów Mainstream Rock Tracks, 11 singli zespołu osiągnęło 1. miejsce listy Modern Rock Tracks. W 2012 grupa została wprowadzona do Rock and Roll Hall of Fame, a w 2022 otrzymała swoją gwiazdę w Hollywoodzkiej Alei Sławy. Zespół został też sklasyfikowany na 30. miejscu zestawienia „Greatest Artists of Hard Rock” przygotowanego przez telewizję VH1.

## Historia

### Założenie i pierwszy album (1983–1984)

Logo zespołu

Red Hot Chili Peppers (pierwotnie Tony Flow and the Majestic Masters of Mayhem) został utworzony w Fairfax High School przez jej uczniów: Anthony’ego Kiedisa, Hillela Slovaka, Jacka Ironsa i Michaela „Flea” Balzary'ego w 1983. Pierwszy raz zespół wystąpił w klubie Rhythm Lounge dla około trzydziestoosobowej publiczności, opening for Gary and Neighbor's Voices. Na tę okazję skomponowano utwór, podczas której zespół zaczął improwizować, podczas gdy Kiedis rapował wiersz własnego autorstwa – „Out in L.A”. Jako że Slovak i Irons należeli już do What Is This?, miał to być ich jedyny występ. Wykonanie utworu było jednak tak żywiołowe, ze poproszono zespół o powrót za tydzień. Z powodu niespodziewanego sukcesu zespół zmienił nazwę na Red Hot Chili Peppers, grając kilka razy częściej w klubach w okolicy Los Angeles. Sześć piosenek z ich pierwszych występów zostało nagranych na albumie demo.
Kilka miesięcy po ich pierwszym występie, grupa podpisała kontrakt z wytwórnią – zostali zauważeni przez EMI. Dwa tygodnie później What Is This? otrzymał propozycję nagrania albumu wydanego przez MCA, dlatego Slovak i Irons, dla których RHCP było projektem pobocznym, skoncentrowali się na pracy w What is This?. Aby uniknąć rozwiązania grupy, Kiedis i Flea zdecydowali się przyjąć nowych członków. Po przesłuchaniach do zespołu dołączyli Cliff Martinez, przyjaciel Balzary'ego, i Jack Sherman.
Zespół zatrudnił gitarzystę Gang of Four Andy’ego Gilla do wyprodukowania ich pierwszego albumu. Pomimo początkowych obaw wokalisty i basisty, Gill zachęcił zespół do wprowadzenia lżejszych dźwięków do repertuaru, mogących zostać chętnie podchwycone przez radia komercyjne. The Red Hot Chili Peppers został wydany 10 sierpnia 1984. Pomimo niewielkiej sprzedaży albumu, zespołowi udało się zyskać stabilną grupę fanów (utwory były grane przez radia uniwersyteckie i za pośrednictwem MTV). Ostatecznie sprzedano 300 tysięcy egzemplarzy albumu. Podczas trasy koncertowej promującej album, sprzeczki i nieporozumienia pomiędzy Kiedisem a Shermanem zaczęły istotnie dezorganizować działalność zespołu zarówno na scenie jak i w codziennym życiu. Sherman ostatecznie opuścił formację, powrócił zaś do niej Slovak, zmęczony niszową popularnością What is This?.

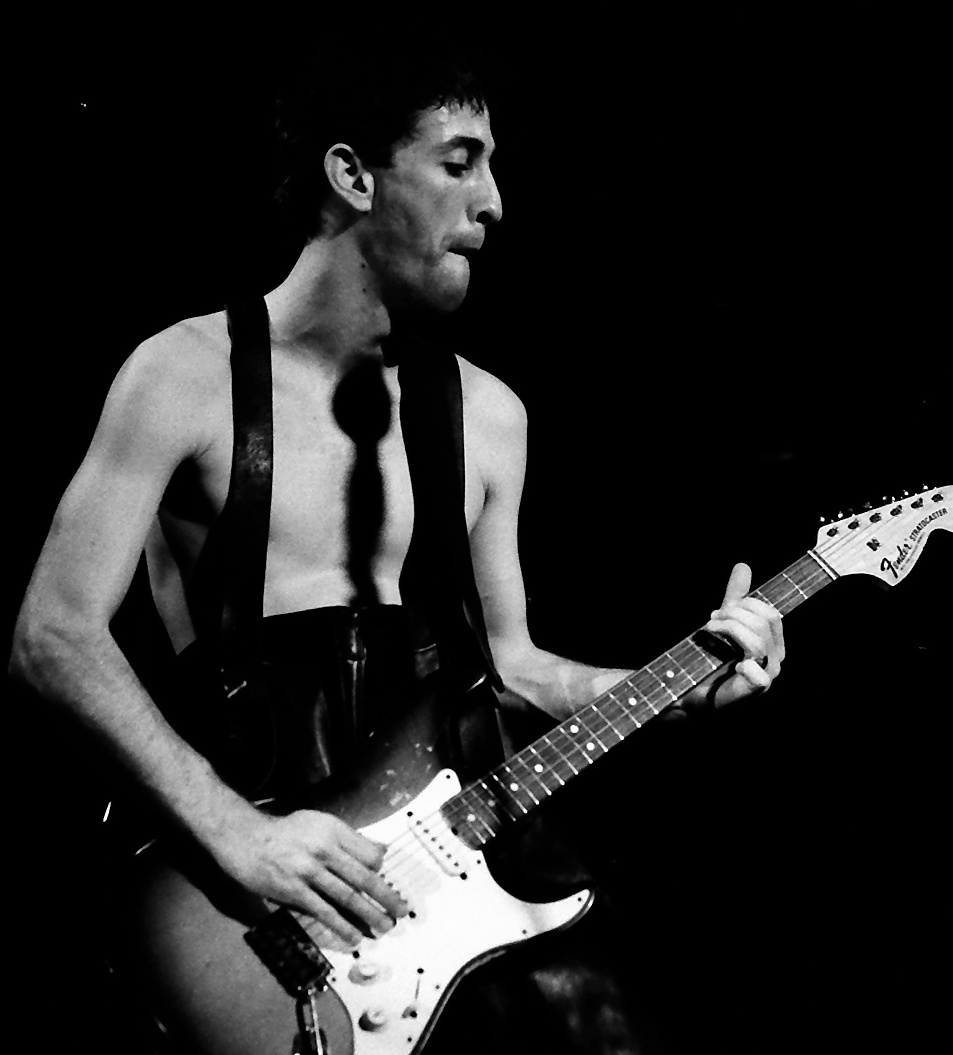
Hillel Slovak podczas koncertu w Filadelfii w 1983 roku

### Freaky StyleyiThe Uplift Mofo Party Plan(1985–1988)
George Clinton został wybrany do wyprodukowania nowego albumu Red Hot Chili Peppers, zatytułowanego Freaky Styley. Album został nagrany w studiu United Sound Systems w Detroit obok kampusu Wayne State University's. Clinton wplótł elementy punku i funku w repertuar grupy, pozwalając im na łączenie różnych stylów muzycznych. Pomimo tego, że zespół miał o wiele lepsze relacje z Clintonem niż z Gillem, Freaky Styley, wydany 16 sierpnia 1985, również odniósł niewielki sukces, nie plasując się na żadnej z list przebojów i nie odnosząc sukcesu komercyjnego. Trasa koncertowa promująca nagranie została również uznana za „bezproduktywną i zmarnowaną”.
W piosence „Yertle The Turtle” na albumie „Freaky Styley” inny głos niż Kiedisa mówi słowa: „Look at that turtle go bro”. Zostało wspomniane w jego książce Blizna, że słowa te wypowiedział kokainowy diler Clintona, któremu to Clinton nie był w stanie zapłacić i zaoferował mu wypowiedzenie w utworze tych słów
W tym czasie zespół pojawił się również w filmie Twardziele. 
Cliff Martinez odszedł z grupy w 1986, zastąpił go Jack Irons, niemający chwilowo zespołu ani stałej pracy. Zespół chciał zatrudnić Ricka Rubina do wyprodukowania ich trzeciego albumu, lecz ten odrzucił ich ofertę. Zespół w końcu zatrudnił Michaela Beinhorna, który był ich ostatnim wyborem. Ponowne zjednoczenie wszystkich pierwotnych członków zespołu ożywiło twórczość grupy.
29 września 1987 roku, wydano album The Uplift Mofo Party Plan. Był on pierwszym albumem Red Hot Chili Peppers, który pojawił się na liście Billboard Hot 200 (na 148 miejscu), odniósł znaczący sukces, w porównaniu do pierwszych dwóch albumów.
W tym okresie Kiedis i Slovak popadli w poważne uzależnienie od narkotyków, często opuszczali grupę, nie pojawiając się na próbach. Uzależnienie Slovaka doprowadziło do jego śmierci 25 czerwca 1988, krótko po zakończeniu trasy koncertowej promującej The Uplift Mofo Party Plan. Kiedis opuścił miasto i nie uczestniczył w pogrzebie Slovaka, nie mogąc uwierzyć w zaistniałą sytuację. Następnie Jack Irons opuścił zespół, nie chcąc być członkiem grupy, „w której jego przyjaciele umierają”. Irons wstąpił do grunge'owej grupy z Seattle, Pearl Jam, jednak opuścił formację w 1998 będąc w dalszym ciągu pod wpływem śmierci przyjaciela.

### Mother’s Milk(1989–1990)

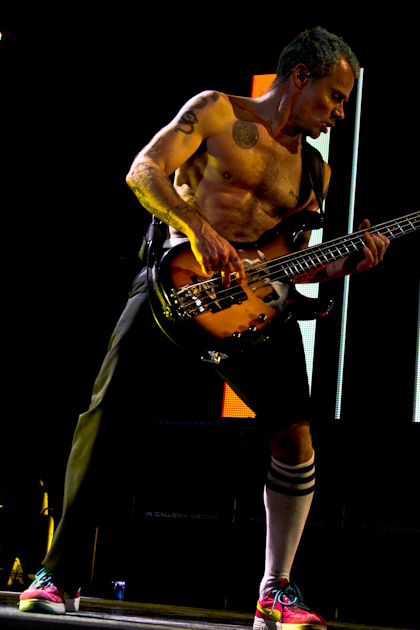
Flea podczas koncertu w Prudential Center w 2012 roku

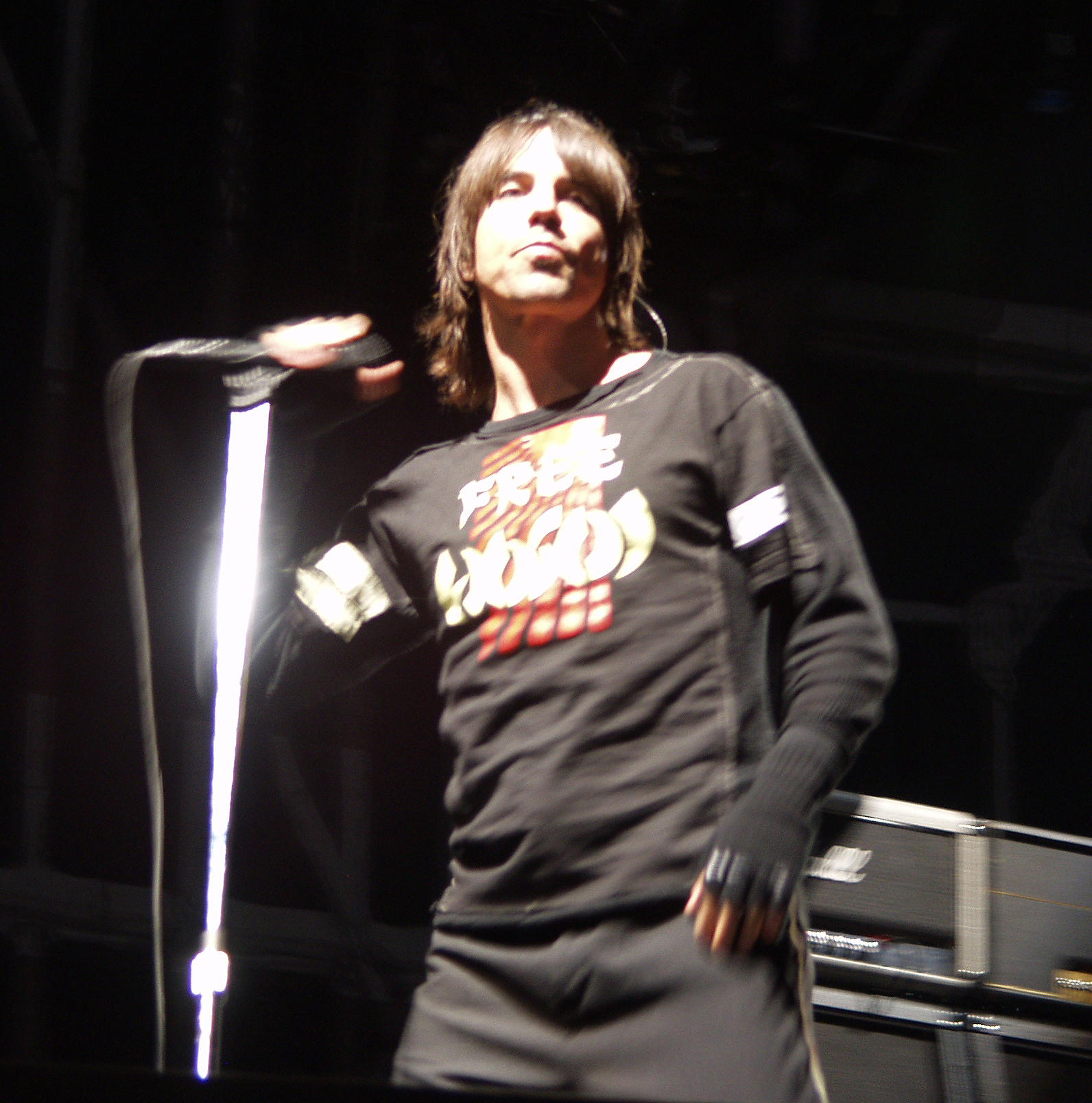
Anthony Kiedis w 2003

Próbując poradzić sobie ze śmiercią Slovaka i odejściem Ironsa, Kiedis i Flea tymczasowo zatrudnili perkusistę Dead Kennedys, D.H. Peligro i dawnego gitarzystę P-Funk DeWayne’a McKnighta. Obaj szybko opuścili zespół z powodu braku zgrania z innymi muzykami. Pomimo że Peligro był krótko członkiem zespołu, jego działalność znacząco wpłynęła na kierunek rozwoju zespołu. Jego wstąpienie do zespołu doprowadziło Johna Frusciante, znajomego Peligro, do przesłuchania na wolne miejsce gitarzysty. Frusciante był zafascynowany Red Hot Chili Peppers i w efekcie był szczególnie zainteresowany w przesłuchaniu. Muzycy zagrali wspólnie jam session (jego owoce można usłyszeć na albumie Mother’s Milk w utworze „Pretty Little Ditty”), w wyniku czego zespół podjął jednogłośną decyzję o przyjęciu Frusciante do zespołu.
Na trzy tygodnie przed rozpoczęciem nagrywania albumu grupa wciąż nie miała perkusisty, pomimo wielu przesłuchań. Ostatecznie znajomy członków grupy powiedział im o perkusiście, którego znał, Chad Smith, który był tak biegły w perkusji, że „jadł [ją] na śniadanie”. Kiedis miał wątpliwości, co do przyjęcia Smitha, jednak zdecydował się dać mu szansę. Podczas przesłuchania Smith zaskoczył grupę, wykazując się zdolnością łączenia skomplikowanych rytmów. Po zakończeniu przesłuchania, Kiedis, Frusciante i Flea przyjęli Smitha do zespołu. Smith został poproszony o ogolenie swojej głowy tak, by pasował do stylu grupy, lecz ostatecznie pozwolono mu pozostać w grupie, gdy następnego dnia przyszedł z nieogoloną głową.
Nagrywanie albumu było utrudnione przez konflikt zespołu z producentem, Michaelem Beinhornem, którego celem było skłonienie Frusciante do grania agresywnych, głośnych, heavymetalowych riffów. Preferencje producenta kłóciły się ze stylem gry i chęciami gitarzysty, który postanowił skonfrontować Beinhornowi swój funkowy styl grania. Przykład można usłyszeć w utworze „Stone Cold Bush”.
Czwarty album grupy, Mother’s Milk został wydany w sierpniu 1989, i zawierał pierwsze utwory grupy, które stały się przebojami – ballada dedykowana Slovakowi, „Knock Me Down”, i cover utworu Steviego Wondera „Higher Ground”. Album uplasował się na 52 miejscu zestawienia amerykańskich albumów i otrzymał pierwszą w dorobku zespołu złotą płytę.

### Blood Sugar Sex Magik, odejście Frusciante (1990–1992)

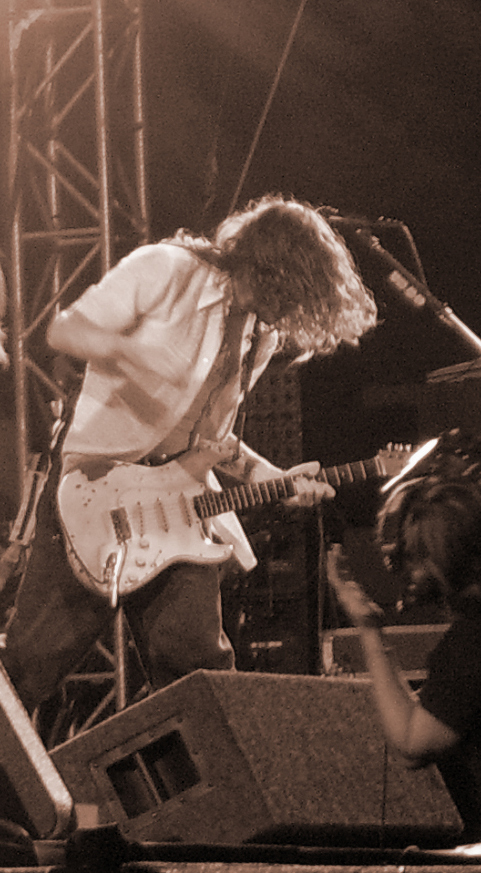
John Frusciante podczas koncertu w Reading w 2006 roku

W 1990, grupa zmieniła wytwórnię na Warner Bros. Records, zatrudnili Ricka Rubina do wyprodukowania ich piątego, niezatytułowanego albumu. Rubin później wyprodukował wszystkie późniejsze albumy studyjne zespołu z wyjątkiem The Getaway z 2016 roku. Proces pisania i komponowania materiału na album okazał się bardziej sprawny i owocny niż to miało miejsce w trakcie nagrywania Mother’s Milk. Kiedis powiedział „każdego dnia dostawałem nową muzykę, by napisać do niej słowa”.
Grupa rozpoczęła wyczerpujący, sześciomiesięczny proces nagrywania i produkcji nowego albumu, lecz Rubin nie był zadowolony z pracy w zwykłym studiu nagraniowym. Uważał, że grupa będzie lepiej pracować w mniej konwencjonalnym miejscu. Odkrył „zaskakującą, wielką, pustą, pięknie położoną rezydencję o rzut kamieniem od ich sali prób”. Przez około miesiąc Frusciante, Kiedis i Flea żyli w odosobnieniu, nie opuszczając domu podczas całego procesu nagrywania. Jednakże Smith zdecydował się nie zamieszkać w domu, uważając, że jest on nawiedzony.
Członkowie grupy nie byli zdecydowani, jak zatytułować album, ale Rubinowi szczególnie spodobał się jeden utwór (stick out): „Blood Sugar Sex Magik”. Co prawda nie była ona wydana jako singiel, jednak Rubin uważał, że jest to najlepszy tytuł.
24 września 1991, album Blood Sugar Sex Magik został wydany. „Give It Away” został wydany jako pierwszy singiel, wygrał nagrodę Grammy w 1993 roku w kategorii „Best Hard Rock Performance” i jako pierwszy z singli grupy trafił na pierwsze miejsce listy Modern Rock. Ballada „Under the Bridge” została wydana jako singiel i uplasowała się na 2 miejscu Billboard Hot, najwyższe miejsce, jakie uzyskał zespół, i stała się jednym z najlepiej rozpoznawalnych utworów grupy. Pozostałe single, czyli „Breaking the Girl” i „Suck My Kiss” również wypadły dobrze na listach przebojów. Album był międzynarodową sensacją, sprzedał się w liczbie ponad 12 milionów egzemplarzy i sprawił, że Red Hot Chili Peppers stał się znanym zespołem. Blood Sugar Sex Magik trafił na 310 miejsce listy 500 albumów wszech czasów magazynu Rolling Stone i w 1992 trafił na 3 pozycję zestawienia albumów w USA, co prawda rok po wydaniu.
Sukces zespołu i uzależnienie od narkotyków miały zły wpływ na Frusciante, który nagle opuścił grupę podczas Blood Sugar Japanese tour w maju 1992. Zespół pokazał się na festiwalu Lollapalooza w 1992 roku z zastępczym gitarzystą Arikiem Marshallem (który wystąpił wraz z grupą podczas ostatniego odcinka czwartego sezonu serialu Simpsonowie, „Krusty Gets Kancelled” oraz w teledyskach „Breaking the Girl” i „If You Have to Ask”), i krótko z Jesse Tobiasem z pochodzącego z Los Angeles zespołu Mother Tongue. Żaden z nich nie pozostał na długo w zespole twierdząc, że „The chemistry wasn't right”. Zespół ostatecznie wybrał byłego gitarzystę Jane’s Addiction Dave’a Navarro.

### One Hot Minute(1993–1997)

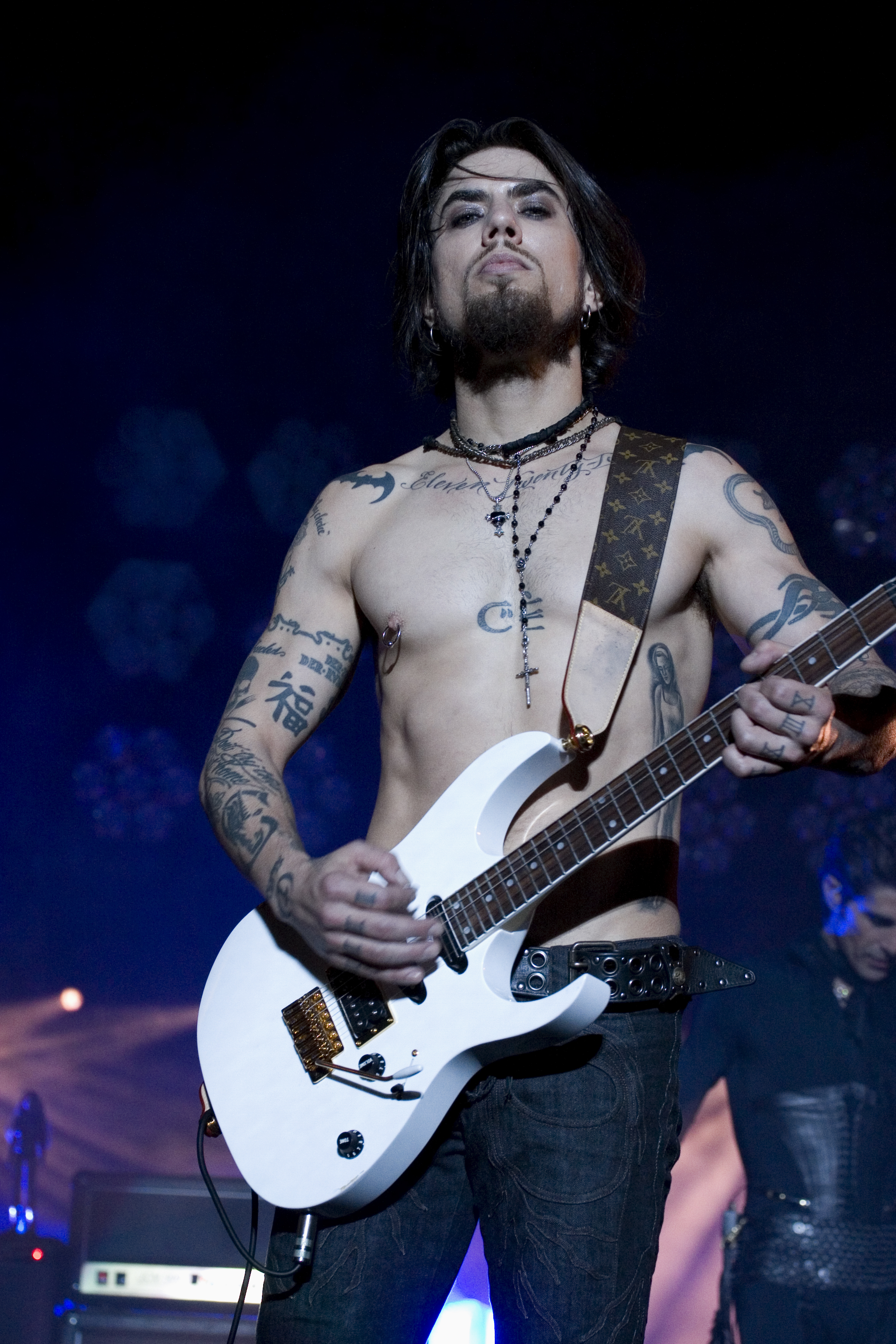
Dave Navarro w 2008 roku

Dave Navarro po raz pierwszy pojawił się z grupą na festiwalu Woodstock ’94, gdzie ubrali się w wielkie kostiumy żarówek misternie przymocowane do wyglądających na chromowane, metalicznych ubiorów. Choć na zewnątrz sytuacja wyglądała stabilnie, to jednak wewnątrz zespołu – pomiędzy trzema stałymi członkami zespołu a Navarro relacje się pogarszały. Jego wykształcenie muzyczne, inne niż pozostałych członków zespołu spowodowało, że wspólne występy były niełatwe, więc dalej było to problemem przez następnych kilka lat, gdy zespół nagrał jego pierwszy i jedyny z nimi album One Hot Minute, wydany 12 września 1995. Grupa opisuje album jako mroczniejszy, smutniejszy w porównaniu z poprzednimi albumami. Pomimo tego, że album uzyskał mieszane oceny krytyków, odniósł sukces komercyjny i sprzedał się w nakładzie pięciu milionów egzemplarzy. Singel „My Friends” uplasował się na 1. miejscu listy Billboard Hot 100 (trzeci taki singel w historii działalności grupy), single „Warped” i „Aeroplane” również zostały sklasyfikowane na listach. 
Muzyka zawarta na albumie została wykorzystana na ścieżkach dźwiękowych do filmów. „I Found Out”, cover utworu Johna Lennona, został wykorzystany w filmie Working Class Hero: A Tribute to John Lennon. Cover utworu Ohio Players, „Love Rollercoaster”, znalazł się na soundtracku do filmu Beavis i Butt-head zaliczają Amerykę i został wydany jako singel.

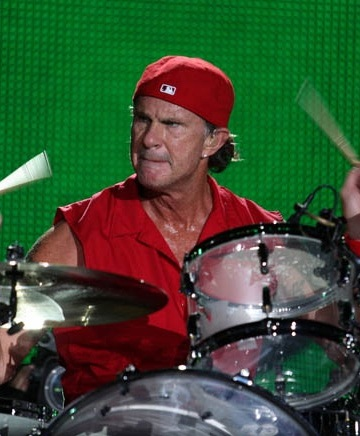
Chad Smith na koncercie w Rio De Janeiro w 2011 roku

W tym czasie Kiedis ponownie uzależnił się od narkotyków. W kwietniu 1998 zostało ogłoszone, że Navarro opuścił grupę z powodu różnic stylistycznych i tych dotyczących przyszłości zespołu. Kiedis przyznał, że decyzja była wspólna, jednakże na oficjalnej stronie zespołu znajduje się informacja że gitarzysta został wyrzucony. W tamtym czasie pojawiły się pogłoski, jakoby odejście Navarro miało miejsce po incydencie z udziałem Kiedisa, kiedy w czasie próby, będąc pod wpływem narkotyków, potknął się o wzmacniacz i przewrócił na ziemię Kiedis stwierdził potem, że pomimo tego, że zdarzenie miało podtekst komiczny i było żartobliwe, miało duży wpływ na odejście Navarro

### Powrót Frusciante,Californication(1998–2001)
W następnych latach po odejściu Johna Frusciante, powszechnie znanym faktem stało się to, że u niego rozwijało się uzależnienie od heroiny, które doprowadziło go do biedy i był bliski śmierci. Został przekonany do podjęcia kuracji odwykowej w Las Encinas Drug Rehabilitation Center w styczniu 1998. Muzyk zakończył leczenie w lutym, po czym wynajął apartament w Silver Lake. W latach uzależnienia nabył wiele schorzeń, niektóre wymagały leczenia operacyjnego, włączając blizny na ramionach z powodu przyjmowania narkotyków dożylnie, czy protezy zębów.
W kwietniu 1998, Flea odwiedził swojego przyjaciela i dawnego członka grupy i zaproponował Frusciante powrót do zespołu, co Frusciante zaakceptował. W ciągu tygodnia, po raz pierwszy od sześciu lat, reaktywowany zespół rozpoczął próby w nowym składzie. Anthony Kiedis tak opisał całą sytuację:

Dla mnie to była esencja następnych sześciu lat spędzonych razem ze sobą. Wtedy poczułem, że to jest to, o co mi w życiu chodzi, że magia tworzonej wspólnie muzyki zacznie rozbrzmiewać od nowa. Słuch nagle bardzo nam się wyczulił, i zamiast tkwić w mierności i beznadziei zaczęliśmy być na nowo graczami w wielkim, uniwersalnym świecie muzyki.

Pomimo rozradowania grupy z powodu powrotu Frusciante, był on fizycznie i psychicznie wyniszczony. Frusciante nie grał w zespole od czasu swojego odejścia, oraz stracił wszystkie gitary podczas pożaru swojego domu, miał trudności podczas powrotu do normalnego życia. 
8 czerwca 1999 po ponad roku produkcji i skrupulatnych nagrań, siódmy album grupy, Californication został wydany. Album sprzedał się w nakładzie 15 milionów kopii na całym świecie i stał się największym sukcesem grupy. Californication zawierał mniej rapowanych utworów niż poprzednie albumy, oferował zintegrowane, spójne tekstury, melodyjne riffy gitarowe, partie wokalne i basowe.
Californication uplasował się na 3. miejscu listy Billboard 200 w USA; trzy single z albumu uplasowały się na 1. miejscu listy Modern Rock Tracks: „Scar Tissue”, „Otherside” i „Californication”. „Scar Tissue” wygrał Grammy Award for Best Rock Song w 2000 roku. Utwór został wykonany podczas ceremonii razem z krótkim jamem z raperem Snoop Doggiem na zakończenie. Inne single pochodzące z albumu to „Around the World”, „Road Trippin'” i „Parallel Universe”, które zostały sklasyfikowane w pierwszej 40. Modern Rock Tracks.
W lipcu 1999 podczas dwuletniej międzynarodowej trasy koncertowej promującej nowy album, Red Hot Chili Peppers zagrali na Woodstock 1999. Około 10 minut przed rozpoczęciem występu zostali poproszeni przez przyrodnią siostrę Jimiego Hendrixa do zagrania coveru jego utworu. Zespół zagrał „Fire”, którego cover został umieszczony na albumie Mother’s Milk. Przypadkowo, w finałowej fazie koncertu, wzniecony został niewielki pożar, co doprowadziło do interwencji ochrony.
W 2001, Red Hot Chili Peppers wydali pierwszy koncert nagrany na DVD, Off the Map. DVD zostało wyreżyserowane przez wieloletniego przyjaciela Dicka Rude'a, który również wyprodukował teledyski do utworów „Catholic School Girls Rule” i „Universally Speaking”. Zdjęcia zostały wykonane w czasie dwóch koncertów, i zostały połączone z niezmienionymi wersjami utworów grupy.

### By the Way(2002–2004)

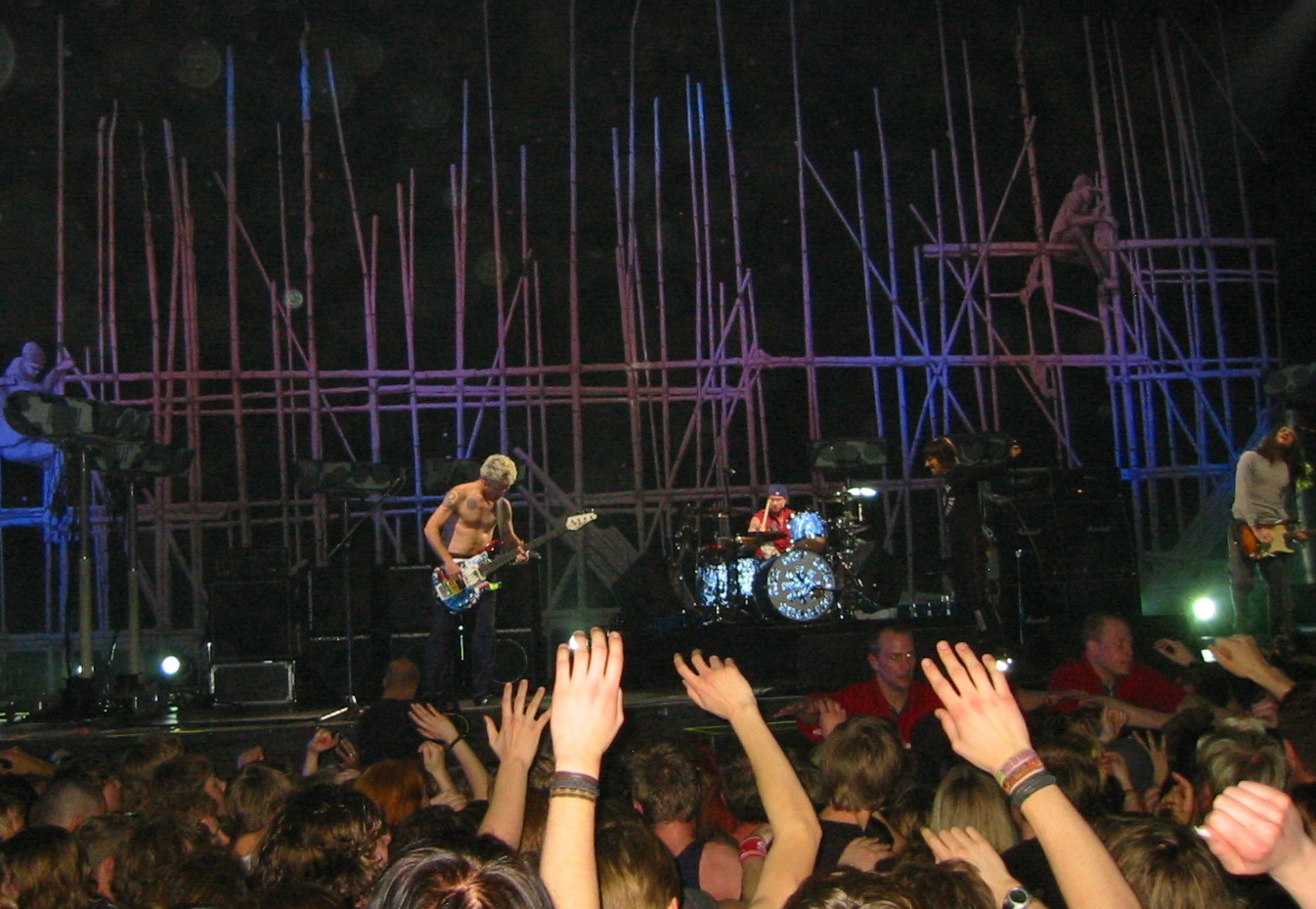
Red Hot Chili Peppers podczas koncertu w Sztokholmie w 2003

Grupa zaczęła pisać następny album w 2001 roku i wydała By the Way ponad rok później, 9 lipca 2002, sprzedając ponad milion egzemplarzy w pierwszym tygodniu i trafiając na 2. miejsce listy Billboard 200. Wyprodukowano pięć singli: „By the Way”, „The Zephyr Song”, „Can't Stop”, „Dosed” i „Universally Speaking” i był najłagodniejszym albumem dotychczas wydanym. Zespół skupił się na melodycznych balladach, niemal nie umieszczając rapowo-funkowych piosenek, z których byli znani.
Red Hot Chili Peppers nagrali dwie nowe piosenki, „Fortune Faded” i „Save the Population” na albumie Greatest Hits wydanej w listopadzie 2003. Co prawda, „Universally Speaking” i „By the Way” były jedynymi piosenkami z albumu By the Way obecnymi na składance, co spowodowało falę krytyki, ponieważ nie były na niej obecne utwory takie jak „Can't Stop" czy „The Zephyr Song”, które były bardzo popularne. 
Podczas europejskiej części trasy koncertowej promującej album By the Way został wydany drugi koncert zespołu nagrany na DVD, Live at Slane Castle, który został nagrany podczas występu w Slane Castle 23 sierpnia 2003, w Irlandii. Zespół również zdecydował się wydać pierwszy album koncertowy, Live in Hyde Park; nagrany podczas trzech dni występów Hyde Parku w Londynie w 2004 roku. Ponad 258 000 fanów zapłaciło ponad 17 100 000 dolarów za bilety, the event ranked #1 on Billboard's Top Concert Boxscores of 2004.
Album zawierał dwa niesłyszane wcześniej utwory, „Rolling Sly Stone” i „Leverage of Space”, które podobno zostały nagrane podczas nagrywania materiałów do albumu Greatest Hits.

### Stadium Arcadium(2005–2007)

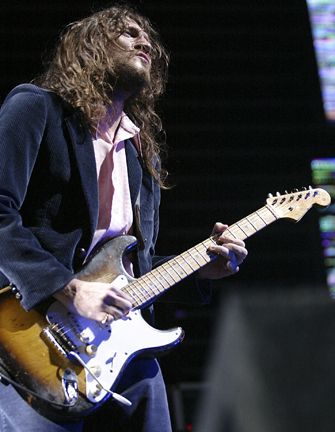
John Frusciante podczas koncertu na The Forum 31 sierpnia 2006

W 2006 zespół wydał album Stadium Arcadium wyprodukowany przez Ricka Rubina. Co prawda 38 utworów zostało napisanych z zamiarem wydania ich na trzech albumach w odstępach sześciu miesięcy, jednak zespół zdecydował się wydać dwupłytowy album zawierający 28 utworów, zaś pozostałe utwory wydać później na stronie B, chociaż jedynie dziewięć stron B zostało oficjalnie wydanych. Był to ich pierwszy album, który zadebiutował na pierwszym miejscu amerykańskich list przebojów, gdzie pozostał przez następne 2 tygodnie i zadebiutował na listach przebojów w 26 innych krajach, w tym w Polsce na 1 miejscu. W pierwszym tygodniu od wydania album sprzedał się w 442 tysiącach egzemplarzy w samych Stanach Zjednoczonych, zaś na całym świecie w ilości ponad 1,1 miliona egzemplarzy, i ustanowił rekord liczby egzemplarzy sprzedanej w ciągu jednego tygodnia. Na koniec 2006 roku Stadium Arcadium został uznany za najlepiej sprzedający się album roku, z ponad siedmioma milionami sprzedanych egzemplarzy; był również albumem, który sprzedał się w największym nakładzie w ciągu pierwszego tygodnia od wydania w 2006.
Pierwszy singiel z albumu, „Dani California”, był najszybciej sprzedającym się singlem grupy, debiutując na szczycie Modern Rock Tracks, uplasowując się na 6. miejscu Billboard Hot 100, i osiągając 2. miejsce w Wielkiej Brytanii. Piosenka ta również ukazała się na ścieżce dźwiękowej do filmu Death Note. „Tell Me Baby”, wydane jako następny singiel, również wspięło się na szczyty notowań w 2006. „Snow (Hey Oh)” został wydany pod koniec 2006. Utwór jest grany podczas napisów końcowych w filmie Death Note: The Last Name. Singel był 11. utworem grupy sklasyfikowanym na 1. miejscu listy Billboard Hot 100, co dało nagraniom zespołu sumę 81 tygodni spędzonych na 1. miejscu zestawienia. Po raz pierwszy również trzy single pochodzące z tego samego albumu formacji uplasowały się na 1. miejscu. „Desecration Smile” został wydany w lutym 2007 i osiągnął 27. miejsce listy UK Albums Chart. „Hump de Bump” początkowo miał zostać wydany jako singel jedynie w USA, Kanadzie i Australii, jednak ze względu na pozytywny odbiór teledysku przez publiczność, został wydany na całym świecie w maju 2007.

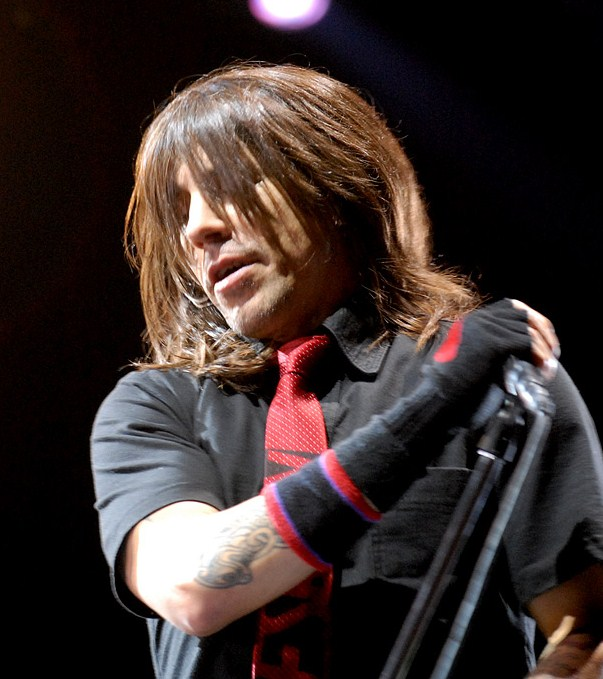
Anthony Kiedis na festiwalu Oxegen w 2006

Zespół rozpoczął w 2006 międzynarodową trasę koncertową promującą Stadium Arcadium; rozpoczęto ją od promocyjnych występów w Europie, kończąc krótką europejską trasą koncertową od maja do lipca. Następnie rozpoczął się amerykański etap trasy (sierpień-listopad), pod koniec miesiąca nastąpił powrót do Europy na kolejny etap trasy, który trwał do końca grudnia. Red Hot Chili Peppers rozpoczęli rok 2007 od drugiego etapu amerykańskiego, wyjątkowo wliczono również Meksyk (styczeń-marzec). Następnie zespół zagrał szereg koncertów w Australii i Nowej Zelandii (kwiecień) oraz w Japonii (początek czerwca). Następny etap trasy koncertowej zespołu trwał od końca czerwca do końca sierpnia. Formacja zagrała podczas koncertu Live Earth na Wembley Stadium 7 lipca 2007. W ramach trasy koncertowej Red Hot Chili Peppers wystąpił na wielu międzynarodowych festiwalach, m.in. Oxegen w lipcu 2006, Lollapalooza w Grant Park w Chicago w sierpniu 2006, Coachella Valley Music and Arts Festival w Indio w Kalifornii pod koniec kwietnia 2007. W sierpniu 2007 formacja zagrała trzy występy na festiwalach w Reading i Leeds (obok zespołów Razorlight i Smashing Pumpkins).
W lutym 2007 Stadium Arcadium wygrał 5 nagród Grammy: najlepszy rockowy album, najlepszy rockowy utwór („Dani California”), Best Rock Performance By A Duo Or Group With Vocal („Dani California”), Best Boxed Or Special Limited Edition Package i Best Producer (Rick Rubin).

### Przerwa, drugie odejście Frusciante (2007–2009)
Po zakończeniu trasy koncertowej promującej Stadium Arcadium, zespół udał się na długą przerwę. Według Kiedisa zespół był wyczerpany z powodu grania bez przerwy od wydania Californication. Kiedis wyjaśnił, że był zajęty opieką nad synem i tworzeniem krótkiego telewizyjnego serialu nazwanego „Spider and Son” który ma być podsumowaniem jego autobiografii, podczas gdy Flea zapisał się na studia muzyczne, Frusciante kontynuował solową karierę, a Chad Smith pracował z Sammym Hagarem, Joe Satrianim, i Michaelem Anthonym w supergrupie Chickenfoot, jak również w swoim solowym projekcie, Chad Smith’s Bombastic Meatbats. Zespół planował pozostać na przerwie przez „minimum rok”. Jedynym nagraniem grupy było pojawienie się w 2008 roku na albumie George’a Clintona (który wyprodukował w 1985 Freaky Styley) „George Clinton and His Gangsters of Love”. Wraz z Kimem Manningiem, zespół nagrał Shirley and Lee's classic „Let the Good Times Roll”.

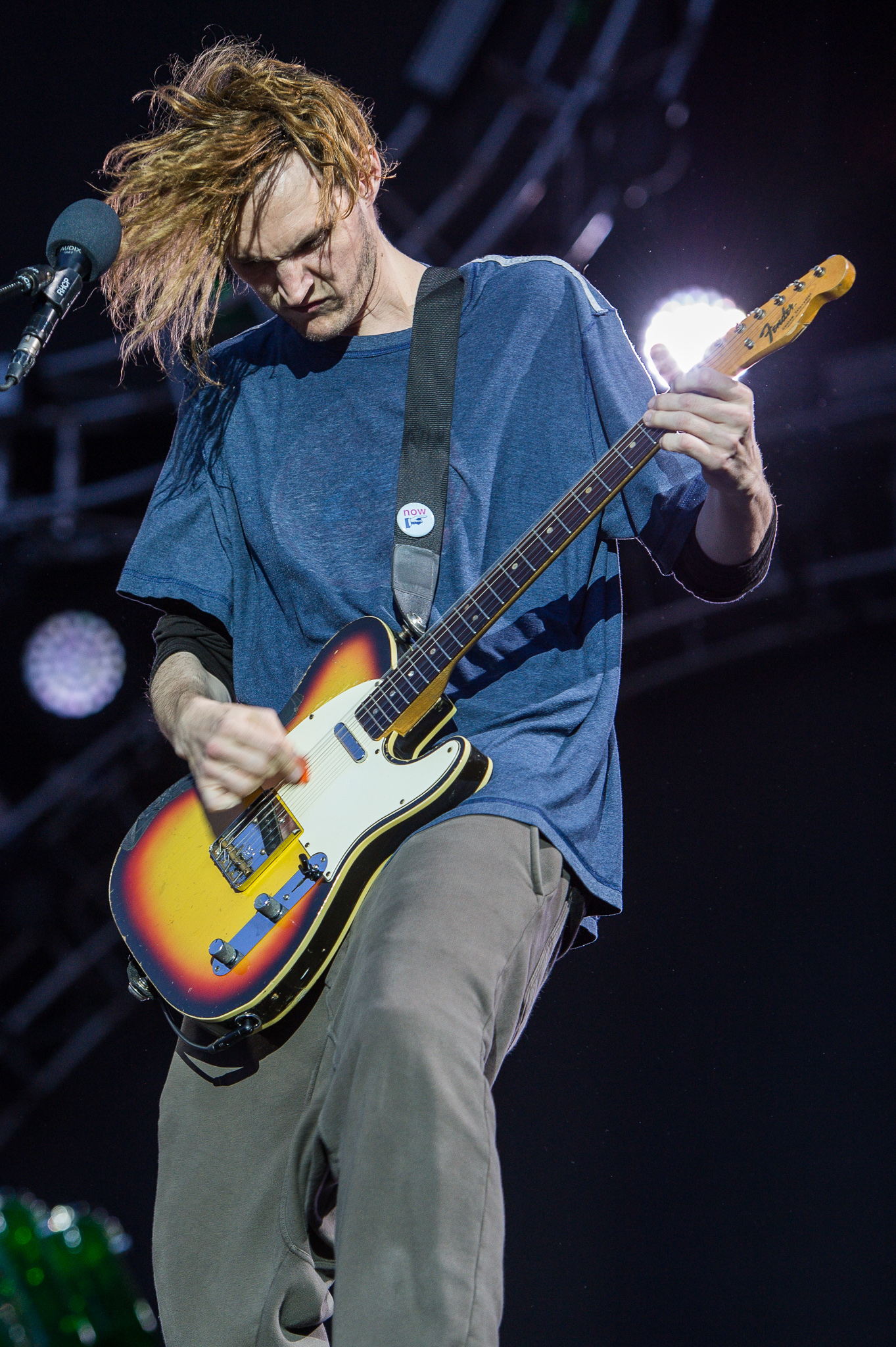
Josh Klinghoffer na koncercie Rock im Park w 2016

Trzech członków grupy (Kiedis, Flea, and Smith) występowało podczas piątej edycji MusiCares. Anthony Kiedis otrzymał wtedy nagrodę Stevie Ray Vaughan w ramach podziękowania za pomoc i wspieranie fundacji MusiCares oraz wspieranie osób uzależnionych będących w trakcie kuracji. John Frusciante nie był w stanie przybyć ze względu na jego ówczesny pobyt w Europie.
3 lipca 2007 Red Hot Chili Peppers po raz pierwszy zagościli na koncercie w Polsce, na Stadionie Śląskim w Chorzowie.
20 maja 2008 roku grupa potwierdziła, że działalność na okres jednego roku w październiku 2007 roku została zawieszona.
12 października 2009 roku, po 2 latach przerwy, grupa wznowiła działalność. Muzycy zaczęli pisać piosenki, o czym wspomniał ojciec Anthony’ego Kiedisa na jednej ze stron internetowych. Wznowienie działalności zespołu potwierdzili między innymi perkusista Chad Smith oraz basista Flea. 13 grudnia 2009 roku, w internecie znalazły się kolejne pogłoski o tym, że John Frusciante opuścił zespół Red Hot Chili Peppers, a jego miejsce zajmie Josh Klinghoffer, który w 2007 roku koncertował z zespołem. 17 grudnia 2009 wiadomość tę potwierdził John Frusciante na swoim oficjalnym profilu MySpace: „W ciągu ostatnich 12 lat, zmieniłem się jako osoba i artysta, do tego stopnia, że tworzenie tego co zrobiłem z zespołem byłoby sprzeczne z moim charakterem. Nie było do wyboru innej opcji. I po prostu będę tym, czym jestem, i będę robić to co chcę zrobić”.

### I’m with You(2009–2014)
Red Hot Chili Peppers powrócili do studia 12 października 2009 z nowym gitarzystą, Joshem Klinghofferem. Pierwszy singiel pod tytułem The Adventures of Rain Dance Maggie ukazał się 15 lipca 2011. Płyta I’m with You została wydana 29 sierpnia 2011 roku. We wrześniu 2009 zespół został nominowany do wprowadzenia do Rock and Roll Hall of Fame. Dnia 27 lipca 2012 roku Red Hot Chili Peppers zagrało w Polsce na Impact Festival w Warszawie na lotnisku Bemowo. Zespół wystąpił 2 lutego 2014 w przerwie finału Super Bowl XLVIII.

### The Getaway, drugi powrót Johna Frusciante (2014-2022)
W listopadzie 2014 roku Anthony Kiedis ogłosił, że zespół powróci do studia w grudniu, aby nagrać jedenasty album grupy. W styczniu 2015 roku Flea oświadczył, że producentem nowego albumu został Danger Mouse. Pierwszy singiel z nowego albumu „Dark Necessities” ukazał się 5 maja 2016. Tego dnia ogłoszono również, że nadchodzący album będzie zatytułowany The Getaway, a jego premiera odbędzie się 17 czerwca 2016. Red Hot Chili Peppers wystąpili 30 czerwca 2016 na Open’er Festival w Gdyni. 25 lipca 2017 roku zespół Red Hot Chili Peppers dał drugi koncert promujący album „The Getaway” w Krakowie na stadionie Cracovii.
We wrześniu 2018 ogłoszono rozpoczęcie prac nad nowym albumem grupy. Nagrania do albumu zostały jednak opóźnione przez pożary w Kalifornii w listopadzie 2018. 13 stycznia 2019 grupa wystąpiła na charytatywnym koncercie na rzecz zebrania funduszy dla ofiar poszkodowanych w tych pożarach.
10 lutego 2019 zespół wystąpił na 61. gali rozdania nagród Grammy wraz z raperem Post Malone. W tym samym miesiącu grupa wyruszyła w trasę koncertową składającą się z 9 występów w Australii i Nowej Zelandii.
15 grudnia 2019 roku zespół ogłosił, że po dziesięciu latach dotychczasowy gitarzysta grupy Josh Klinghoffer opuszcza formację, a powraca poprzedni gitarzysta John Frusciante.

### Unlimited LoveiReturn of the Dream Canteen(od 2022)

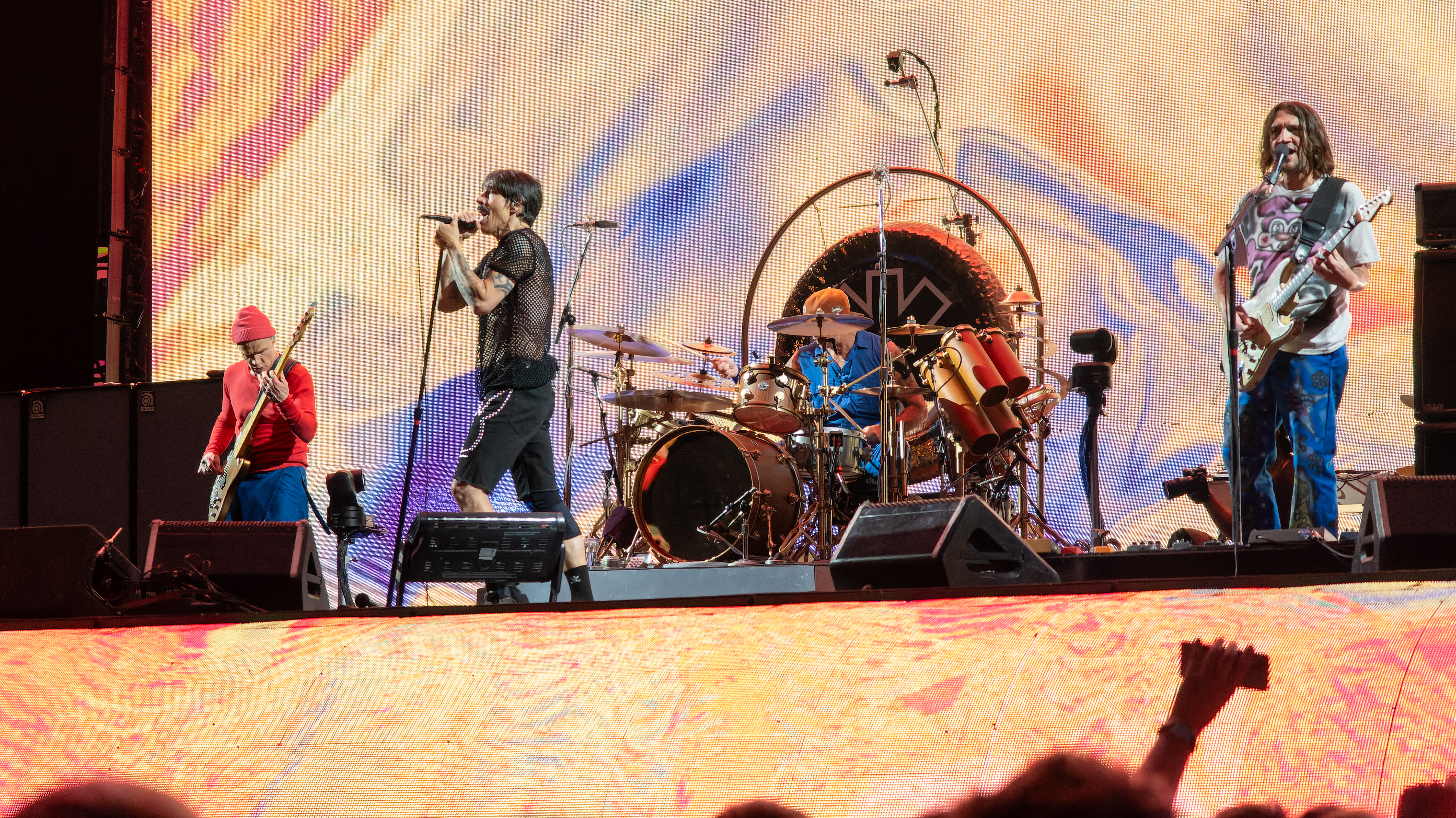
Koncert w Londynie 21 lipca 2023 roku

Dnia 4 lutego 2022 roku został opublikowany pierwszy utwór zespołu zapowiadający nowy album - "Black Summer". Tak oto kolejno wychodziły następne utwory zespołu – 4 marca 2022 roku ukazała się następna piosenka - "Poster Child", a 25 marca - "Not The One". 1 kwietnia tego roku ukazały się: drugi singiel promujący nową płytę - "These Are The Ways" oraz pełen nowy album grupy pt. Unlimited Love - za jego produkcję po 11 latach przerwy odpowiada Rick Rubin, a samo wydawnictwo jest pierwszym od 2006 roku z udziałem najsłynniejszego składu zespołu, czyli Anthony Kiedis, Flea, John Frusciante i Chad Smith. Po wydaniu albumu zespół wyruszył w międzynarodową trasę koncertową - w jej trakcie, 25 lipca 2022 roku, Red Hot Chili Peppers ogłosili wydanie drugiego w tym roku albumu studyjnego pt. Return of the Dream Canteen. Jego premierę zaplanowano na dzień 14 października 2022 roku. 19 sierpnia 2022 roku ukazał się pierwszy singiel promujący kolejny album – "Tippa My Tongue", a 23 września utwór "Eddie" będący hołdem dla zmarłego w 2020 roku gitarzysty Eddiego Van Halena. W dniu premiery Return of the Dream Canteen ukazał się także drugi singiel z tego albumu – "The Drummer".
Niedługo po ukazaniu się drugiej z wydanych w 2022 płyt, 5 grudnia 2022 roku zespół zapowiedział trasę koncertową po Ameryce Północnej i Europie, w tym występ 21 czerwca 2023 roku w Warszawie na Stadionie Narodowym.

## Styl muzyczny

### Techniki
Kiedis operuje kilkoma stylami wokalnymi śpiewania. Jego styl śpiewania: wersy mówione, „rap” (główny styl jego wokalu do Blood Sugar Sex Magik) zostały połączone z tradycyjnym stylem śpiewania, dzięki czemu zespół wypracował względnie spójny i oryginalny styl. Jednakże partie wokalne począwszy od Californication zawierały mniej szybko śpiewanych, mówionych bądź rapowanych zdań. By the Way zawierało jedynie dwa utwory z rapowanymi zwrotkami i konsekwentnie melodyjnymi refrenami. Styl śpiewania Kiedisa został wyćwiczony podczas długotrwałych prób i lekcji.
Styl grania na gitarze Hillela Slovaka oparty był na bluesie i funku.
Styl gry na basie Flea jest połączeniem funku, psychodelii, punku, i hard rocka. Slapowanie Flea było wyraźne w pierwszych albumach, późniejsze albumy (po „Blood Sugar Sex Magik”) miały więcej basowych melodycznych linii.

### Improwizacja
Improwizacja była zawsze ważną częścią gry zespołu – pierwsze występy na żywo składały się niemal wyłącznie z utworów improwizowanych. Ponadto wiele gitarowych partii solowych nagranych na potrzeby kolejnych nagrań i granych przez Frusciante podczas koncertów są improwizowane, podobnie część solo Balzary'ego. Zespół na przestrzeni ostatniej dekady rozpoczynał niemal każdy swój występ od krótkiej improwizacji, zagranej w tej samej tonacji co utwór rozpoczynający koncert. Czasami początki, środki bądź zakończenia utworów są wydłużone przez improwizację do utworów, takich jak „My Lovely Man”, „If You Have to Ask”, „Californication”, „Parallel Universe”, „Can't Stop”, „Throw Away Your Television”, „By the Way” oraz „Dani California”. Zespół kończy każdy występ dłuższą improwizacją i solami gitarzystów, zazwyczaj w rytmie utworu „Give It Away”.

### Teksty
Przez lata Kiedis poruszał różne tematy: przyjaźni, miłości, nastoletniego lęku, różnych seksualnych tematów i połączenia pomiędzy seksem i muzyką, komentarz polityczny i społeczny (szczególnie kwestie Indian), romansu, samotności, globalizacji i wad sławy oraz Hollywoodu, biedy, narkotyków, alkoholu, obcowania ze śmiercią i Kalifornii.

## Członkowie zespołu

### Skład zespołu
- Anthony Kiedis – wokal (od 1983)
- Flea – gitara basowa, trąbka, pianino (od 1983)
- John Frusciante – gitara, chórki (1988-1992; 1998-2009; od 2019)
- Chad Smith – perkusja (od 1989)

### Byli członkowie zespołu
- Josh Klinghoffer – gitara, chórki, pianino (2009-2019)
- Hillel Slovak (zmarły) – gitara (1983; 1985-1988)
- Jack Sherman (zmarły) – gitara (1983-1985)
- DeWayne „Blackbyrd” McKnight – gitara (1988-1989)
- Arik Marshall – gitara (1992-1993)
- Jesse Tobias – gitara (1993)
- Dave Navarro – gitara (1993-1998)
- Jack Irons – perkusja (1983; 1985-1988)
- Cliff Martinez – perkusja (1983-1985)
- D.H. Peligro (zmarły) – perkusja (1988-1989)

## Nagrody i wyróżnienia

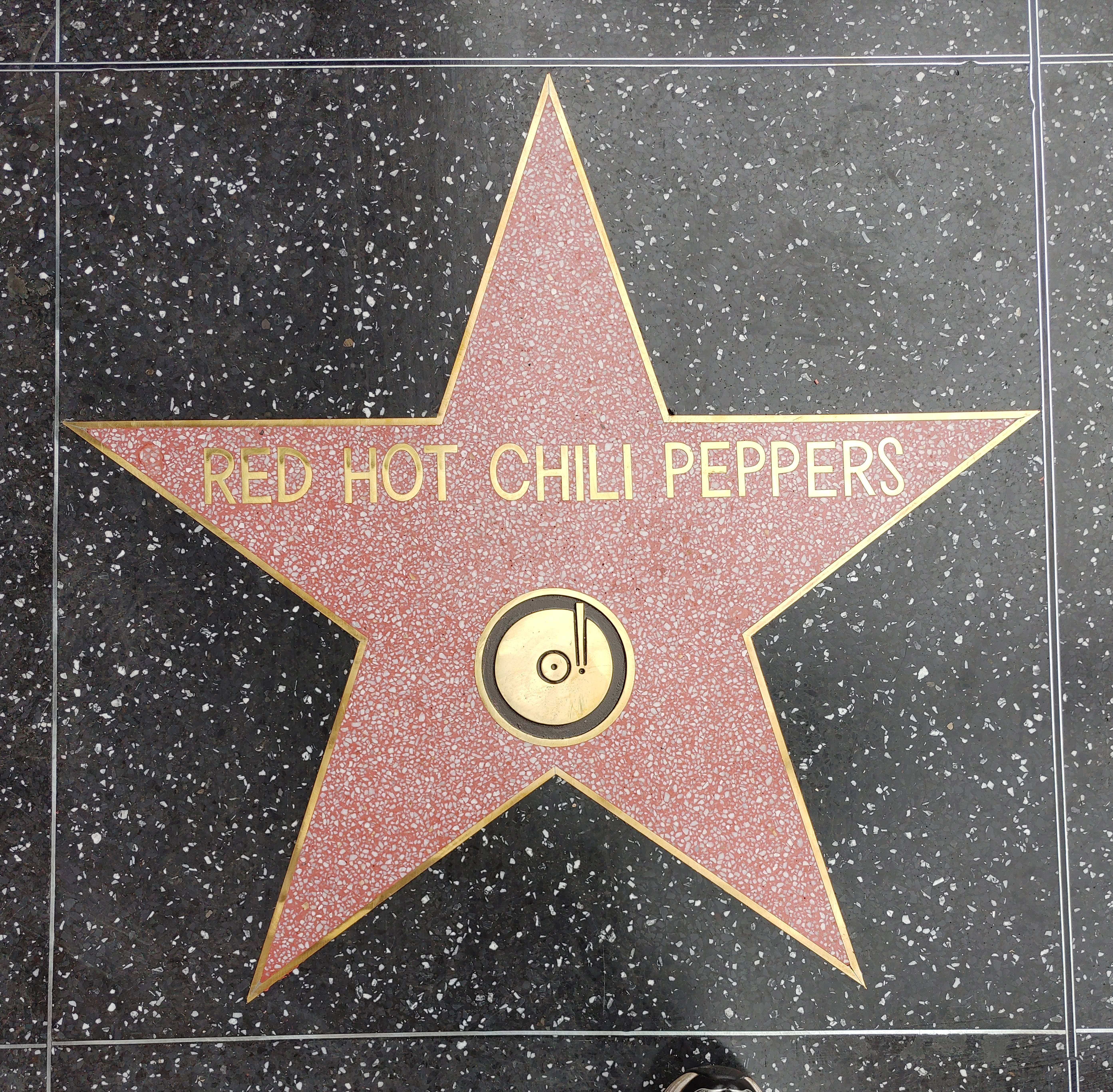
Gwiazda Red Hot Chili Peppers w Hollywoodzkiej Alei Sławy

- 1993: Nagroda Grammy w kategorii Best Hard Rock Performance – „Give It Away”
- 2006: Nagroda Grammy w kategorii Best Rock Album – „Stadium Arcadium”
- 2006: Nagroda Grammy w kategorii Best Rock Performance By A Duo Or Group With Vocal – „Dani California”

## Dyskografia
- The Red Hot Chili Peppers (1984)
- Freaky Styley (1985)
- The Uplift Mofo Party Plan (1987)
- Mother’s Milk (1989)
- Blood Sugar Sex Magik (1991)
- One Hot Minute (1995)
- Californication (1999)
- By the Way (2002)
- Stadium Arcadium (2006)
- I’m with You (2011)
- The Getaway (2016)
- Unlimited Love (2022)
- Return of the Dream Canteen (2022)